# Acute cholangitis
Acute cholangitis is een ontsteking van de galwegen. De galwegen vormen de verbinding tussen de lever, galblaas en de twaalfvingerige darm, waardoor gal naar de darm stroomt.
Het woord 'cholangitis' is samengesteld uit de Oudgriekse woorden χολή (cholè), dat 'gal' betekent, ἀγγεῖον (angeion), dat 'vat' betekent en het achtervoegsel -itis, dat 'ontsteking' betekent. Hoewel de term 'cholangitis' in feite op elke soort ontsteking van de galwegen betrekking kan hebben, wordt het meestal gebruikt voor een acute bacteriële ontsteking van de galwegen.
Primair scleroserende cholangitis is een auto-immuunziekte van de galwegen. Dat is een heel andere ziekte, waarop hier niet verder wordt ingegaan.

## Symptomen
De typische klachten van een acute cholangitis zijn koorts, geelzucht (een gele verkleuring van de huid en het oogwit) en pijn rechtsboven in de buik (ter hoogte van de lever). Als deze drie samen voorkomen, worden ze wel de trias van Charcot genoemd.

## Ziektemechanisme
Acute cholangitis wordt veroorzaakt door bacteriën die van nature in de darm voorkomen. De meest voorkomende verwekkers zijn Escherichia coli, Klebsiella pneumoniae, enterokokken en Enterobacter. Deze kunnen vanuit de papil van Vater, de inmonding van de galgang in de darm, de galgang binnenkomen.
Deze bacteriën kunnen alleen een cholangitis veroorzaken als de druk in de galgang verhoogd is, ten gevolge van een (gedeeltelijke) afsluiting. De meest voorkomende oorzaak van een afsluiting in de galgang zijn galstenen in de galgang. Andere oorzaken zijn bijvoorbeeld een cholangiocarcinoom (kanker van de galgang) of goedaardige vernauwingen van de galgang zoals na een operatie.

## Behandeling
Patiënten met een acute cholangitis zijn bijna altijd ernstig ziek. Zij dienen dan ook snel antibiotica en vocht per infuus toegediend te krijgen. Daarnaast moet de afsluiting in de galgang opgeheven worden. Hiertoe wordt vaak een endoscopische retrograde cholangiopancreaticografie (ERCP) verricht. Dat is een medisch onderzoek van de galwegen waarbij endoscopisch de papil van Vater (de uitmonding van de galgang in de twaalfvingerige darm) wordt opgezocht. Die uitmonding wordt wijder gemaakt door hem een stukje open te snijden. Vervolgens kan met een dunner slangetje de galgang worden ingegaan, waarbij eventuele galstenen verwijderd kunnen worden.
Een ERCP op zich is een risico voor het ontwikkelen van een cholangitis, omdat bij een ERCP onder druk röntgencontrast in de galgang wordt gespoten. Patiënten die een ERCP ondergaan, krijgen daarom vrijwel altijd als voorzorg antibiotica toegediend om het risico op een cholangitis te verkleinen.
Bij cholangitis veroorzaakt door galstenen in de galgang, wordt vaak besloten om nadien een cholecystectomie, een operatieve verwijdering van de galblaas te verrichten, om te voorkomen dat patiënten een tweede keer een cholangitis doormaken.